# دينيسي هيويت
دينيسي هيويت (بالإنجليزية: Dean Hewitt)‏ هو لاعب كرلنغ أسترالي، ولد في 9 نوفمبر 1994.

## وصلات خارجية
- دينيسي هيويت على موقع الاتحاد الدولي للكرلنغ (الإنجليزية)
- دينيسي هيويت على موقع اللجنة الأولمبية الدولية (الإنجليزية)
- دينيسي هيويت على موقع أوليمبيديا (الإنجليزية)
- دينيسي هيويت على موقع اللجنة الأولمبية الأسترالية (الإنجليزية)